# Линкомиес, Эдвин
Эдвин Йоханнес Хильдегард Линкомиес (фин. Edwin Johannes Hildegard Linkomies, до 1928 — Эдвин Флинк, 1894—1963) — финский государственный и политический деятель, председатель Национальной Коалиционной партии, премьер-министр Финляндии (1943—1944).

## Биография
Родился в Выборге, имя при рождении — Эдвин Флинк. В 19 лет окончил Хельсинкский университет, в 22 защитил диссертацию, а семь лет спустя был назначен профессором и заведующим кафедрой латинской литературы. В 1920-х и 1930-х продолжал исследования в Германии, в университетах Лейпцига и Галле, тесные контакты с немецкими университетами поддерживал всю жизнь. В 1932—1943 был проректором Хельсинкского университета, после чего занялся политической деятельностью. Его деятельность на посту премьера тесно связана с усилиями Финляндии по выходу из Второй мировой войны и, в первую очередь, войны с СССР.
5 марта 1943 президент Ристо Рюти отправил в отставку кабинет Йохан Рангелла и назначил Линкомиеса новым премьер-министром Финляндии. Сам факт его назначения стал для западных стран жестом, показывающим, что Финляндия стремится к выходу из войны. В феврале 1944 Линкомиес направил Юхо Кусти Паасикиви в Швецию, где тот начал переговоры с советскими дипломатами о возможности заключении сепаратного мира с СССР. Полученные от советской стороны условия выхода Финляндии из войны (СССР, в частности, требовал интернировать германские войска в Финляндии, вернуться к границам 1940 и возобновить аренду полуострова Ханко и т. д.) Линкомиес счёл неприемлемыми. 28 февраля 1944 он выступил на закрытом заседании парламента, где отметил, что полученные предложения СССР «одобрить невозможно». 19 апреля правительство Финляндии известило СССР (через министерство иностранных дел Швеции) об отклонении советских предложений.
Переговоры с СССР были возобновлены лишь в июне 1944, после ряда поражений финских и немецко-фашистских войск. Правительство Линкомиеса 22 июня запросило у СССР через заместителя министра иностранных дел Швеции Бухемана условия выхода Финляндии из войны. На следующий день, 23 июня от А. М. Коллонтай финнам было передано следующее заявление:

«Мы уважаем Бухемана и верим в его миротворческую миссию. Тем не менее, так как мы были несколько раз обмануты финнами, мы хотели бы получить от финского правительства официальное заявление за подписью премьера или министра иностранных дел, что Финляндия капитулирует и просит мира у СССР. В случае получения нами от финского правительства такого документа, Москва будет согласна принять делегацию финского правительства».
 Линкомиес расценил это заявление как требование безоговорочной капитуляции Финляндии.
В то же время 22 июня в Хельсинки прибыл министр иностранных дел Германии Риббентроп, миссия которого завершилась подписанием президентом Рюти «личного пакта» с Германией. В своем письме Гитлеру от 26 июня Рюти, как президент Финляндии, принял на себя обязательство не подписывать мир с Советским Союзом и не позволять назначенному им правительству или кому-либо иному идти на переговоры о мире иначе как при согласовании его условий с Германией. 1 августа Рюти подал в отставку с поста президента, и 4 августа в должность президента вступил Карл Густав Эмиль Маннергейм. Это было сделано для того, чтобы освободить Финляндию от обязательств Рюти перед Германией, военно-политическое положение которой продолжало ухудшаться. После отставки Р. Рюти с поста президента 4 августа подал в отставку и кабинет Линкомиеса, и через 4 дня было сформировано правительство Антти Хакцелля.
После войны Линкомиес был приговорён к 5 с половиной годам тюремного заключения по обвинению в военных преступлениях.
В 1956—1962 был ректором Хельсинкского университета, и канцлером университета с 1962 до своей смерти.